# Укмеснил
Укмеснил (фр. Auquemesnil) насеље је и општина у северној Француској у региону Горња Нормандија, у департману Приморска Сена која припада префектури Дјеп.
По подацима из 2011. године у општини је живело 276 становника, а густина насељености је износила 43,53 становника/km². Општина се простире на површини од 6,34 km². Налази се на средњој надморској висини од 126 метара (максималној 150 m, а минималној 40 m).

## Демографија
| 1962. | 1968. | 1975. | 1982. | 1990. | 1999. | 2011. |
| ----- | ----- | ----- | ----- | ----- | ----- | ----- |
| 287   | 288   | 259   | 241   | 239   | 245   | 276   |

График промене броја становника у току последњих година